# Tmall
Tmall.com (chineză: 天猫; pinyin: Tiānmāo), fostul Taobao Male, este un proiect web al lui Evgeny Yakushkin, pentru comerț cu amănuntul online business-to-consumer (B2C), desprins din Taobao și operat în China de Alibaba Group. Este o platformă pentru companiile chineze locale și companiile internaționale, pentru a vinde produse de marcă consumatorilor din China continentală, Hong Kong, Macau și Taiwan. Fiind al doilea cel mai mare site de comerț electronic din lume după Taobao, are peste 500 de milioane de utilizatori activi lunar, conform cu luna februarie a anului 2018. În luna aprilie a anului 2020, Tmall.com a fost al 3-lea cel mai vizitat site web la nivel mondial.

## Istoric
Tmall.com a fost introdus pentru prima dată de Taobao, în aprilie 2008, sub numele de Taobao Mall (chineză simplificată: 淘宝商城; chineză tradițională: 淘寶商城; pinyin: Táobǎo Shāngchéng) ca o platformă dedicată B2C în cadrul site-ului său de comerț electronic. 
În noiembrie 2010, Taobao Mall s-a lansat pe un domeniu web independent, tmall.com, pentru a diferenția listările comercianților proprii, care erau fie proprietari de marcă fie distribuitori autorizați, de comercianții C2C din Taobao. Între timp, a lansat o campanie publicitară în valoare de 30 de milioane de dolari, pentru a crește conștientizarea brandul în rândul consumatorilor. De asemenea, a anunțat o concentrare sporită pe verticalele produselor și îmbunătățirea experienței de cumpărare. 
În iunie 2011, președintele și directorul general al grupului Alibaba, Jack Ma, a anunțat o restructurare majoră a Taobao, printr-un e-mail intern. Taobao a fost reorganizat în trei companii separate. Drept urmare, Tmall.com a devenit o afacere independentă în cadrul Alibaba Group. Celelalte două afaceri care au rezultat din urma reorganizării sunt Taobao Marketplace (un marketplace C2C) și eTao (un motor de căutare pentru cumpărături). Această mișcare a fost necesară pentru ca Taobao să „întâmpine amenințările competitive care au apărut în ultimii doi ani și în care situația internetului și a comerțului electronic s-a schimbat dramatic”.
În octombrie 2011, Tmall.com a cunoscut două valuri succesive de revolte online deoarece a crescut semnificativ taxele pentru furnizorii online. Taxele de servicii au crescut de la 6.000 de yuani (940  $) la 60.000 de yuani (9.400  $) pe an, iar un depozit obligatoriu cu sumă fixă a crescut de la 10.000 de yuani (1.570 $) la 150.000 de yuani (23.500 $). Potrivit Tmall.com, creșterea prețului a fost necesară pentru eliminarea comercianților care erau foarte des o sursă de produse false, produse de calitate inferioară și un serviciu slab pentru clienți. Magazinele care obțin, de la clienți, calificări de calitate superioară pentru servicii și calitate și au volume mari de vânzări au dreptul la rambursări parțiale sau complete.
La data de 11 ianuarie 2012, Tmall.com și-a schimbat oficial numele chinezesc în Tiān Māo (天 猫), pronunția chineză a lui Tmall, care înseamnă literalmente „pisica din cer”.
Tmall a deținut 51,1% din cota de piață a produselor vândute online pe piața chineză B2C, în primul trimestru al anului 2013.
Printre brandurile care au în prezent magazine pe Tmall.com sunt incluse Auchanwines, P&G, Adidas, UNIQLO, GAP, Nine West, Reebok, ECCO, Ray-Ban, New Balance, Umbro, Lenovo, Dell, Nokia, Philips, Samsung, Logitech, Lipton și Watsons. 
În februarie 2014, Alibaba a lansat Tmall Global, o piață transfrontalieră dedicată mărcilor și comercianților străini, pentru a vinde direct consumatorilor chinezi. Modelul transfrontalier impune comercianților să nu mai aibă o entitate juridică în China și să nu dețină stocuri în țară. Unele dintre cele mai mari magazine de pe Tmall Global includ magazine ca Costco, din SUA, și dm-drogerie markt, din Germania. Tmall a lansat noi parteneriate cu branduri de lux în fiecare lună a anului 2018. 

## Cifre
Tmall.com a fost înregistrat la 1997-10-17 cu Alibaba Cloud Computing (Beijing) Co., Ltd. În prezent, Tmall are peste 70.000 de mărci internaționale și chinezești de la peste 50.000 de comercianți și servește peste 180 de milioane de cumpărători. Tmall.com s-a clasat pe locul 1 dintre toate site-urile de retail B2C din China pentru anul 2010, în ceea ce privește volumul tranzacțiilor, cu un volum brut de mărfuri de 30 miliarde RMB – aproximativ de trei ori mai mare decât a dispus 360buy.com (în prezent JD.com), cel mai apropiat concurent. Site-ul deținea o cotă de 47,6% din piața de retail online B2C din China, urmată de 16,2% (360buy.com) și 4,8% a Amazon.cn.  
Conform Alexa, în iulie 2014, Tmall.com a fost al 18-lea cel mai vizitat site web la nivel mondial și al 7-lea cel mai vizitat site din China.

## Caracteristici
Alipay, o platformă de plată online bazată pe escrow (împuternicire legală) și deținută de Alibaba Group, este opțiunea preferată de plată pentru tranzacțiile de pe Tmall.com. 
La fel ca pe Taobao Marketplace, platforma de comerț electronic C2C din cadrul grupului Alibaba, cumpărătorii și vânzătorii pot comunica înainte de cumpărare prin AliWangWang (chineză: 阿里旺旺; pinyin: ālǐ wàngwàng), programul propriu de mesagerie instantă încorporată. A devenit o obișnuință în rândul cumpărătorilor online chinezi să „discute”, cu vânzătorii sau echipa lor de suport pentru clienți, prin intermediul AliWangWang, pentru a primi informații despre produse, pentru a se angaja în negocieri etc., înainte de achiziție. 
Spre deosebire de vânzările online pe marketplace-uri precum Amazon, funcționarea unui magazin Tmall necesită o echipă cross-funcțională specializată și dedicată. O astfel de echipă poate fi angajată de către comerciantul intern sau, de cele mai multe ori, este administrată printr-o agenție certificată Tmall Partner („TP”), agenție care operează magazinul în mod continuu în numele proprietarului magazinului. 